# Pipiza hongheensis
Pipiza hongheensis är en tvåvingeart som beskrevs av Huo, Ren och Zheng 2007. Pipiza hongheensis ingår i släktet gallblomflugor, och familjen blomflugor. Inga underarter finns listade i Catalogue of Life.